# ミソサザイモドキ
ミソサザイモドキ（鷦鷯擬・三十三才擬）は、スズメ目ダルマエナガ科ミソサザイモドキ属の、唯一の種である。

## 系統と分類
当初 Gambel (1845) はミソサザイモドキをシジュウカラ属 Parus としたが、すぐに Gambel (1847) は単型のミソサザイモドキ属に分離した。
しかし科については論争が続き、チメドリ科 Liotrichidae (= Timaliidae・ミソサザイモドキ科 Chamaeinae ( = Chamaeidae)・ツグミ科 Turdidae・ウグイス科 Sylviidae・イワヒバリ科 Prunellidae・ニワシドリ科 Ptilonorhynchinae・マネシツグミ科 Mimidae・ミソサザイ科 Troglodytidae・ヒヨドリ科 Pycnonotidae とさまざまな科に分類された。しかし、Delacour (1946) によりチメドリ科 Timaliidae（当時の拡大したヒタキ科 Muscicapinae を採用するならチメドリ亜科 Timaliinae）ミソサザイモドキ族 Chamaeini に分類したのが標準になった。ミソサザイモドキ族には他にダルマエナガ類とヒゲガラ属 Panurus が含まれた。一方、Wetmore (1960) はミソサザイモドキを単型のミソサザイモドキ科 Chamaeidae とした。
Sibley & Ahlquist (1990) はミソサザイモドキをチメドリ亜科 Sylviinae（ほぼチメドリ科にあたる）の単型のミソサザイモドキ族とした。
Cibois (2003)やそれに続くDNAシーケンス系統により、ダルマエナガ類などと近縁だと判明し、ダルマエナガ科にまとめられた。系統的にはダルマエナガ類に内包される。

## 形態
全長約14-16cm。目の上下に白い線があり、嘴は黒い。

## 分布
アメリカ合衆国とメキシコに生息する。

## 生態
低木林や雑木林に生息する。
主に昆虫食だが、秋と冬は漿果が食事の半分を占めるようになる。
低木の枝の間に椀型の巣を作る。営巣は雌雄がともに行う。